# Operation Varsity
Die Operation Varsity war eine Luftlandeoperation der Alliierten gegen Ende des Zweiten Weltkrieges am unteren Niederrhein. Am 24. März 1945 wurde sie zur Unterstützung der Operation Plunder durchgeführt. Die Operation Varsity diente dem Ziel, nördlich von Wesel einen Brückenkopf östlich des Rheins schlagartig zu vertiefen, um den Vormarsch der Einheiten der 15. Schottischen Infanteriedivision, die in der Nacht zuvor bei Bislich den Rhein überschritten hatten, zu unterstützen.
Der Code-Name Varsity stammt aus dem Sport und bezeichnet – vor allem in den USA – eine Schulauswahl oder eine „Uni-Mannschaft“ sowie Universitäts-Sportwettkämpfe.

## Planung

Karte der Landezonen (grau) östlich und westlich des Diersfordter Waldes (grün)

Die Operation Varsity wird oft als die größte zusammenhängende Luftlandeoperation des Zweiten Weltkriegs, die innerhalb eines Tages durchgeführt wurde, bezeichnet. An dem Unternehmen waren die britische 6. Luftlandedivision und die 17. US-Luftlandedivision (zusammengefasst im XVIII Airborne Corps) beteiligt, 1590 Transport- und Schleppflugzeuge sowie 1346 Lastensegler kamen zum Einsatz. Die britische 6. Luftlandedivision bestand aus der 3. und der 5. Fallschirmjäger-Brigade und der 6. Luftlande-Brigade sowie zahlreichen Unterstützungseinheiten. Zu den Truppen der britischen 3. Luftlande-Brigade gehörte auch das 1. kanadische Fallschirmjäger-Bataillon.
Die 17. US-Luftlande-Division umfasste das 507. Fallschirmjäger-Regiment, das 513. Fallschirmjäger-Regiment, das 194. Luftlande-Regiment, Fallschirm- und Luftlande-Artillerie-Einheiten sowie verschiedene Unterstützungseinheiten. Die beiden Luftlande-Divisionen hatten die Aufgabe, die für den weiteren Vorstoß bedeutenden Brücken der nördlich und östlich des Luftlandegebiets fließenden Issel einzunehmen, diese Brücken sollten auch gegen deutsche Gegenangriffe gehalten werden. Außerdem sollte das Gebiet des Diersfordter Waldes, in dem sich Einheiten der Wehrmacht konzentriert hatten, eingenommen werden. Vor allem galt es, die Artillerie-Stellungen der Deutschen im Bereich des Waldes auszuschalten – diese bedrohten den Vormarsch der Bodentruppen vom Rhein und den geplanten Brückenschlag über den Rhein. Ferner sollte der Verkehrsknotenpunkt Hamminkeln unter alliierte Kontrolle gebracht und die Position der britischen 1. Commando Brigade bei Wesel gestärkt werden.

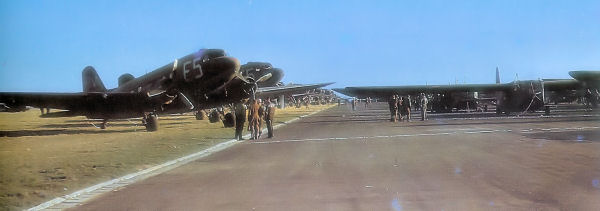
Amerikanische C-47 Maschinen stehen bereit, um WACO CG-4 Lastensegler im Schleppverfahren an den Rhein zu transportieren.

## Verlauf
Die britische 6. Luftlandedivision startete von Flugplätzen in England, die 17. US-Luftlandedivision startete im Großraum um Paris in Frankreich. Insgesamt sollten 7220 britische und 9700 amerikanische Luftlandesoldaten östlich des Rheins abgesetzt werden. Dazu kamen 2692 britische und amerikanische Lastensegler-Piloten – auch sie waren bewaffnet und für bestimmte Aufgaben im Einsatz am Boden vorgesehen.

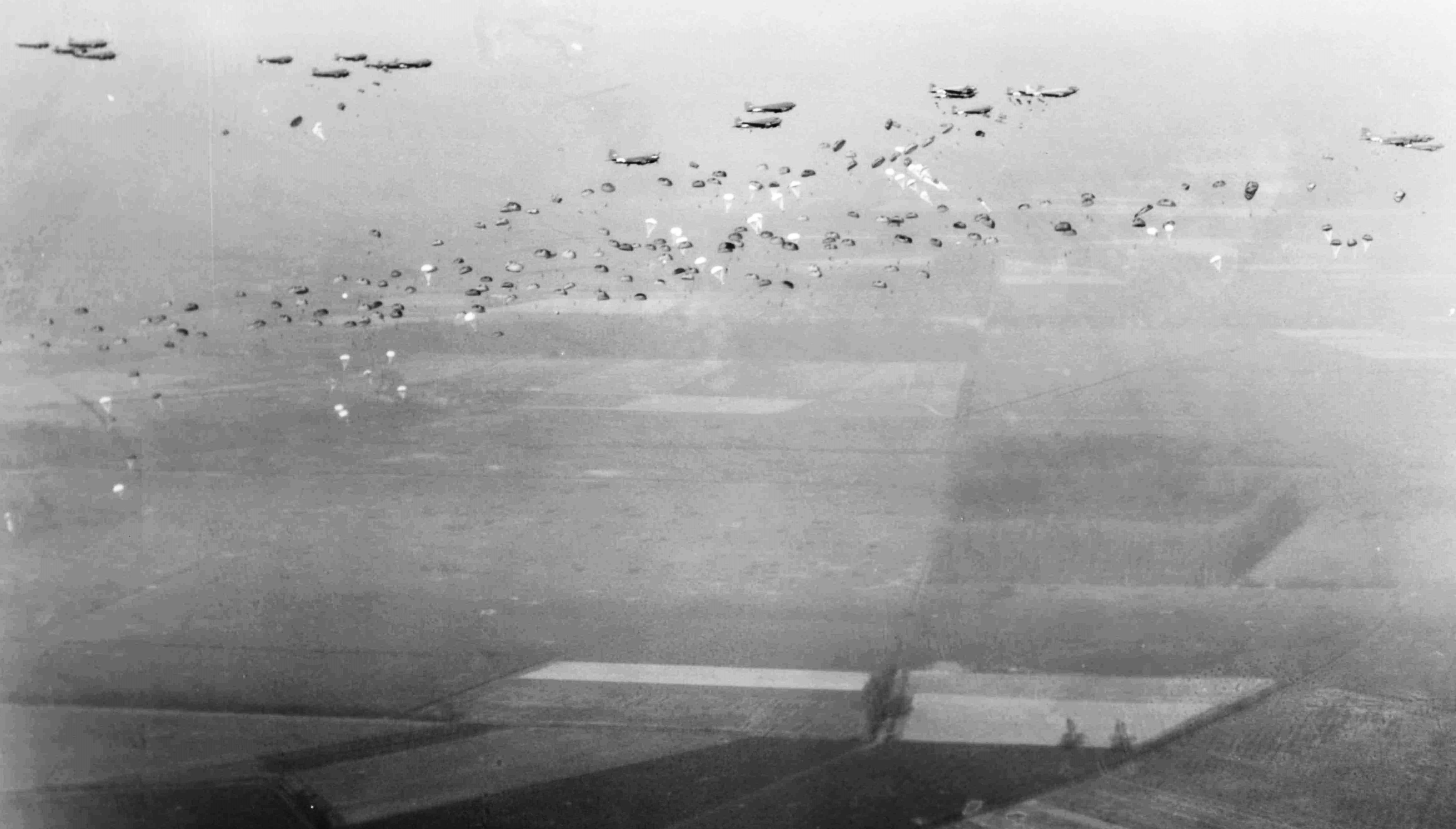
US Fallschirmjäger springen bei Wesel ab

Die Luftlande-Operation begann am Samstag, 24. März 1945, um etwa 9:50 Uhr mit dem Absprung des 507. US-Fallschirmjäger-Regiments über der Absprungzone W bei Flüren und – versehentlich – bei Diersfordt. Es folgte fast gleichzeitig der Absprung der britischen 3. Luftlande-Brigade auf der Absprungzone A, zwischen Bergerfurth und Mehrhoog, nördlich des Diersfordter Waldes. Dann folgten der Absprung der britischen 5. Fallschirmjäger-Brigade über der Absprungzone B, nordöstlich des Diersfordter Waldes in den Hamminkelner Gemarkungen Hülshorst, Lichtenholz und Kesseldorf. Das amerikanische 513. Fallschirmjäger-Regiment verfehlte seine Absprungzone X und landete etwas weiter nordwestlich auf den Landezonen P und R, die für britische Lastensegler vorgesehen war. Rund um Hamminkeln landete schließlich die britische 6. Luftlande-Brigade mit Lastenseglern auf den Landezonen O, U, R und P. Außerdem ging östlich von Wesel, im Bereich Blumenkamp, Lackhausen und Obrighoven, das 194. US-Luftlande-Regiment in Lastenseglern auf der Landezone S nieder. Unterstützungstruppen der 17. US-Luftlande-Division landeten in Lastenseglern auf der Landezone N im Hamminkelner Heiderott und im Butenfeld, ebenso wie das amerikanische 139. Luftlande-Pionierbataillon. Es folgten mehrstündige Kämpfe bis zum Nachmittag des 24. März, dann hatten die Angreifer den deutschen Widerstand auf und am Rande der Luftlandzone gebrochen. Im nördlichen Sektor des Luftlandegebietes gab es bis zum Morgen des 25. März einzelne und kleinere deutsche Gegenangriffe, die jedoch schnell abgeschlagen wurden. In diesem Gebiet hatten sich vor der Luftlandung Einheiten der deutschen 7. Fallschirmjäger-Division zur Verteidigung eingerichtet.

## Bilanz
Die Operation Varsity gilt als ein taktischer Erfolg der Alliierten, weil sie alle gesetzten Ziele schnell und planmäßig erreichte. Die Luftlandetruppen waren entlang der Issel und rund um den Diersfordter Wald abgesetzt worden. Sie schnitten die dort eingesetzten deutschen Einheiten von ihrem Hinterland ab und kämpften sie nieder.

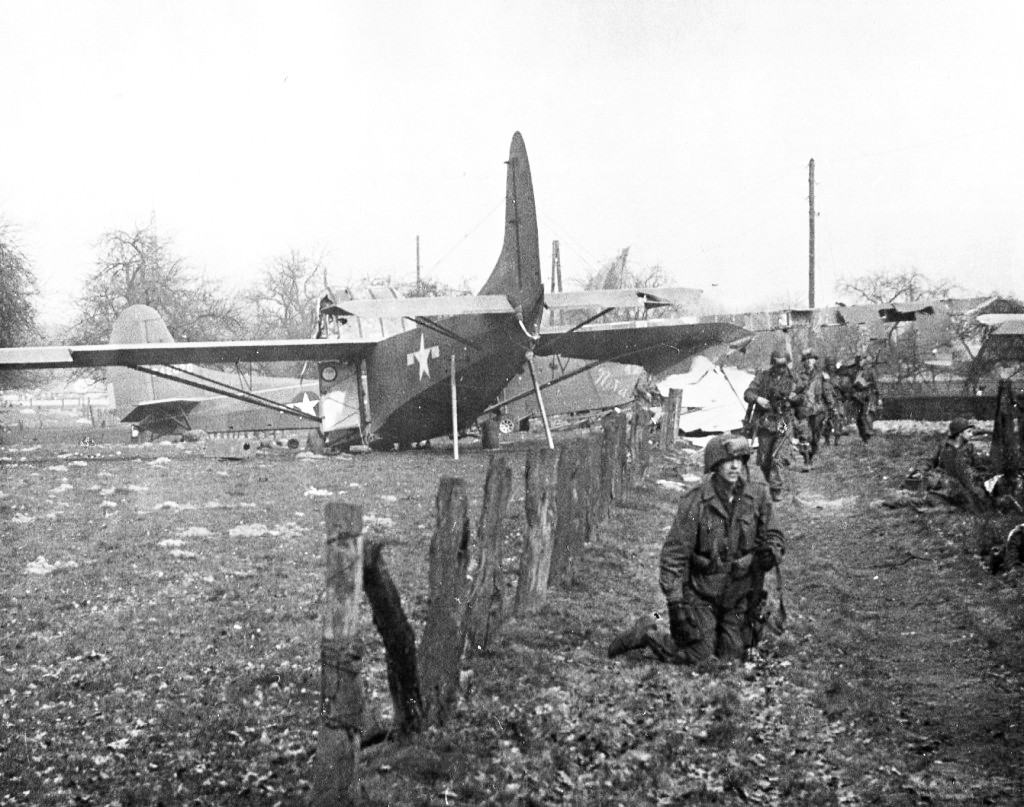
Amerikanische Luftlandesoldaten und Waco-Lastensegler auf der Landezone N

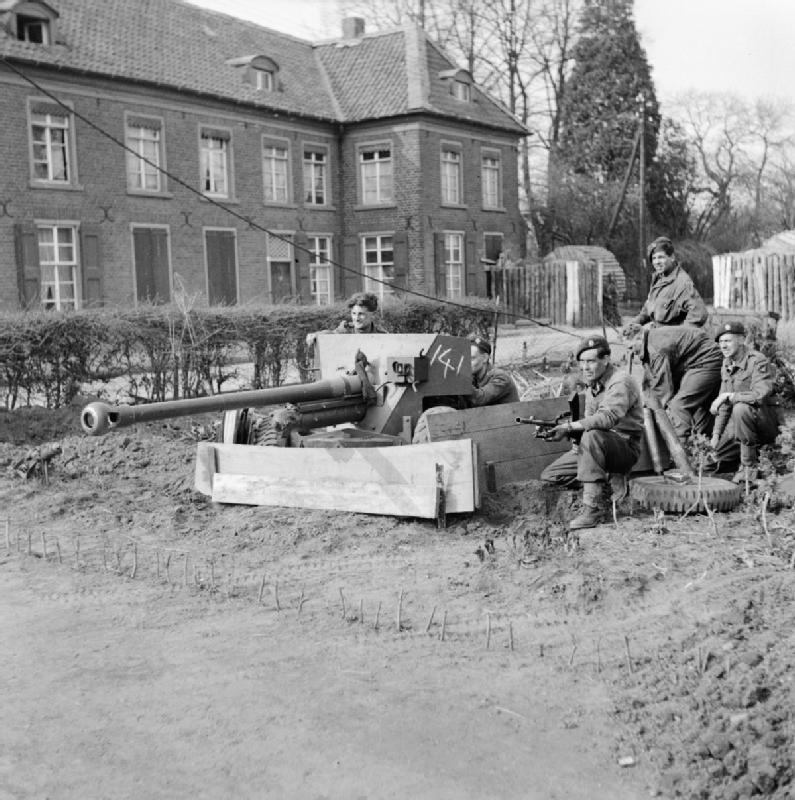
25. März 1945: Britische Luftlandesoldaten an der Ringenberger Straße in Hamminkeln

Die auf deutscher Seite eingesetzte schwache 84. Infanterie-Division wurde bei den Kämpfen zerschlagen, die im Luftlandegebiet eingesetzten Einheiten der deutschen 7. Fallschirmjäger-Division wurden nach Osten und Norden abgedrängt. Der Vormarsch der 15. Schottischen Infanteriedivision vom Rhein wurde durch das Luftlandeunternehmen erleichtert. Schon am Nachmittag des 24. März trafen schottische Einheiten an der Reichsstraße 8 bei Bergerfurth auf britische und kanadische Fallschirmjäger. Amerikanische Fallschirmjäger konnten die Verbindung zu den britischen Commando-Truppen herstellen, die in der Nacht zuvor bei Wesel über den Rhein gesetzt und die Stadt erobert hatten. Die Issel-Brücken am östlichen Rand des Luftlandegebietes wurden erobert und gehalten, sie konnten nun für den weiteren alliierten Vormarsch genutzt werden.
Das Unternehmen zog jedoch auch Kritik auf sich, denn die Landung bei Tageslicht inmitten des Feindes und seiner Flak- und Artillerie-Stellungen forderte hohe Opfer besonders unter den Luftlandetruppen, die in Lastenseglern abgesetzt wurden. Allein bei den eingesetzten Transportflugzeugen des Typs Douglas C-47 kam es am 24. März zum Verlust von 31 Maschinen. Der US-Militärhistoriker Charles B. MacDonald spekuliert, dass die gesetzten Ziele auch durch Bodentruppen hätten erreicht werden können, und zwar unter erträglichen Opfern, in einem angemessenen Zeitrahmen – und ohne die Unterstützung durch eine Luftlandung. Doch diese Einschätzung beruht auf nachträglichem Wissen, das man Frühjahr 1945 noch nicht haben konnte. Vielmehr hatten die Kämpfe im Februar und Anfang März 1945 auf dem linken Rheinufer den Alliierten gezeigt, dass die Deutschen noch immer im Stande waren, langanhaltenden und heftigen Widerstand zu leisten. Dazu kamen die Erfahrungen der Operation Market Garden: Dieses Unternehmen hatte im Herbst 1944 in den Niederlanden hohe Opfer auf Seiten der Alliierten gefordert, aber nicht den gewünschten Erfolg gehabt. All dies dürfte Feldmarschall Montgomery dazu bewogen haben, auf absolute Überlegenheit zu setzen und seinen Rheinübergang am Niederrhein durch eine großangelegte Luftlandung zu unterstützen.

## Film
- Heinz Bosch, Wilhelm Haas: Krieg am Niederrhein, Kreis Kleve, 1976: Teil 3: Der Sprung über den Rhein (Filmdokumente über die Operationen Plunder und Varsitiy)